# Lago (Maside)
Lago (llamada oficialmente San Martiño do Lago) es una parroquia del municipio español de Maside, en la provincia de Orense, Galicia.

## Toponimia
La parroquia también es conocida por los nombres de San Martín de Lago y San Martiño de Lago.

## Organización territorial
La parroquia está formada por diez entidades de población:
- Alén
- Ansamonde
- Bouzas
- Estúñiga[6]
- Lavandeira
- Lobada (Lovada)
- A Reguenga
- Reviñas (Ribiñas)
- Ribas
- Toscaña

## Demografía
| Gráfica de evolución demográfica de Lago entre 2000 y 2022 |
|                                                            |
| Datos según el nomenclátor publicado por el INE.           |